# Eurynomos (Daimon)
Eurynomos (altgriechisch Εὐρύνομος Eurýnomos) ist ein Daimon der griechischen Mythologie.
Einzig erwähnt wird er bei Pausanias in der Beschreibung der Nekyia des Polygnotos in der Lesche der Knidier in Delphi. Nach Pausanias Beschreibung ist er ein Daimon der Unterwelt, der die Leichen abfrisst, so dass nur die Knochen übrigbleiben. Seine Farbe auf dem Gemälde wird als blau-schwarz wie jene der Fliegen angegeben, er zeige seine Zähne und unter ihm sei die Haut eines Geiers ausgebreitet.
Gedeutet wurde er als Personifikation der Verwesung, als die Todesgottheit Thanatos oder als die Toten verschlingende Erdtiefe.